# سونيا كوفاك
سونيا كوفاك (بالكرواتية: Sonja Kovač)‏ هي عارضة وممثلة كرواتية، ولدت في 19 يونيو 1984 في بيلوفار في كرواتيا.

## وصلات خارجية
- سونيا كوفاك على موقع IMDb (الإنجليزية)